# Semele incongrua
Semele incongrua är en musselart som beskrevs av Carpenter 1864. Semele incongrua ingår i släktet Semele och familjen Semelidae. Inga underarter finns listade i Catalogue of Life.